# Portulak-Keilmelde

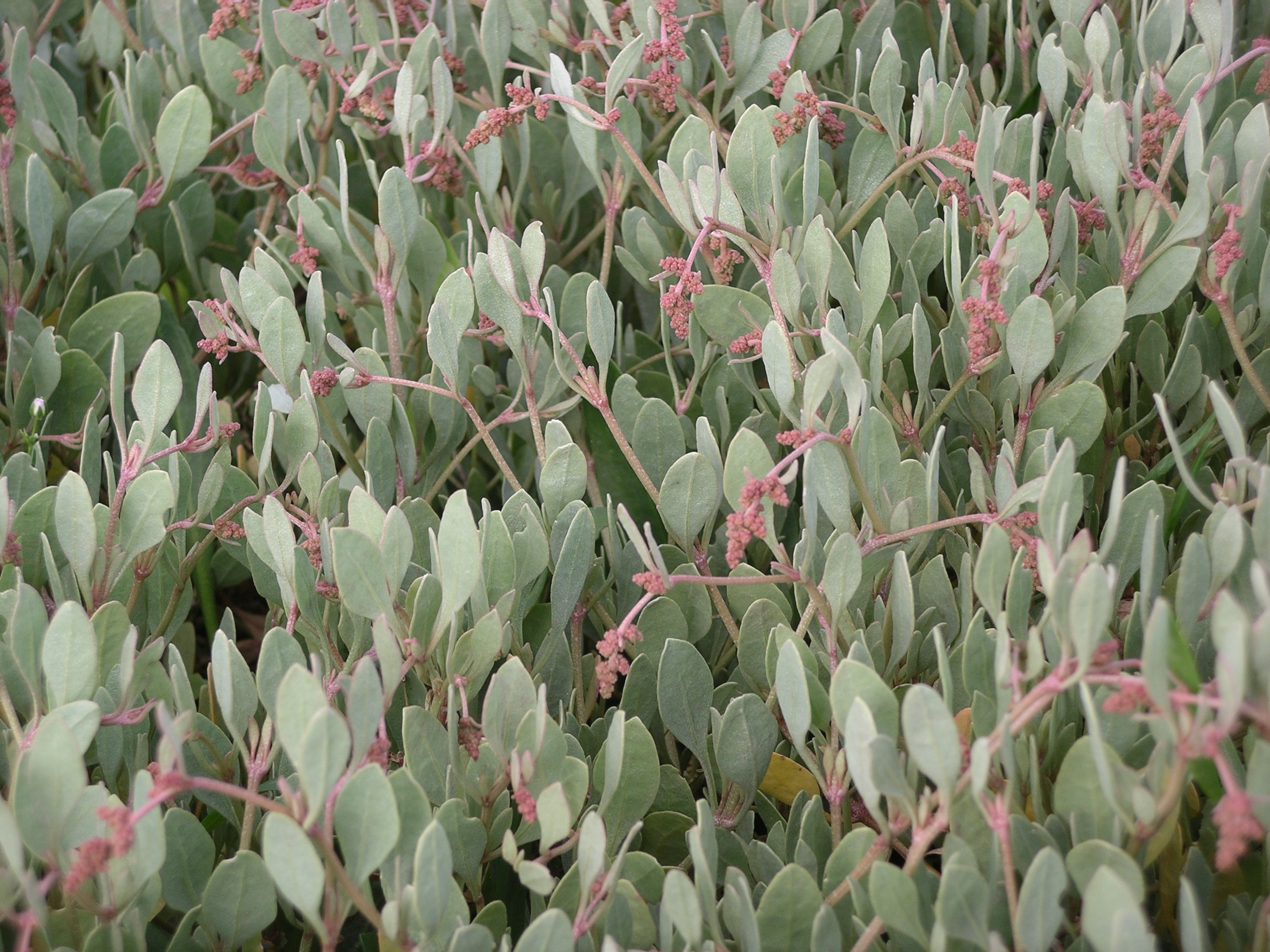
Laubblätter und knospige Blütenstände

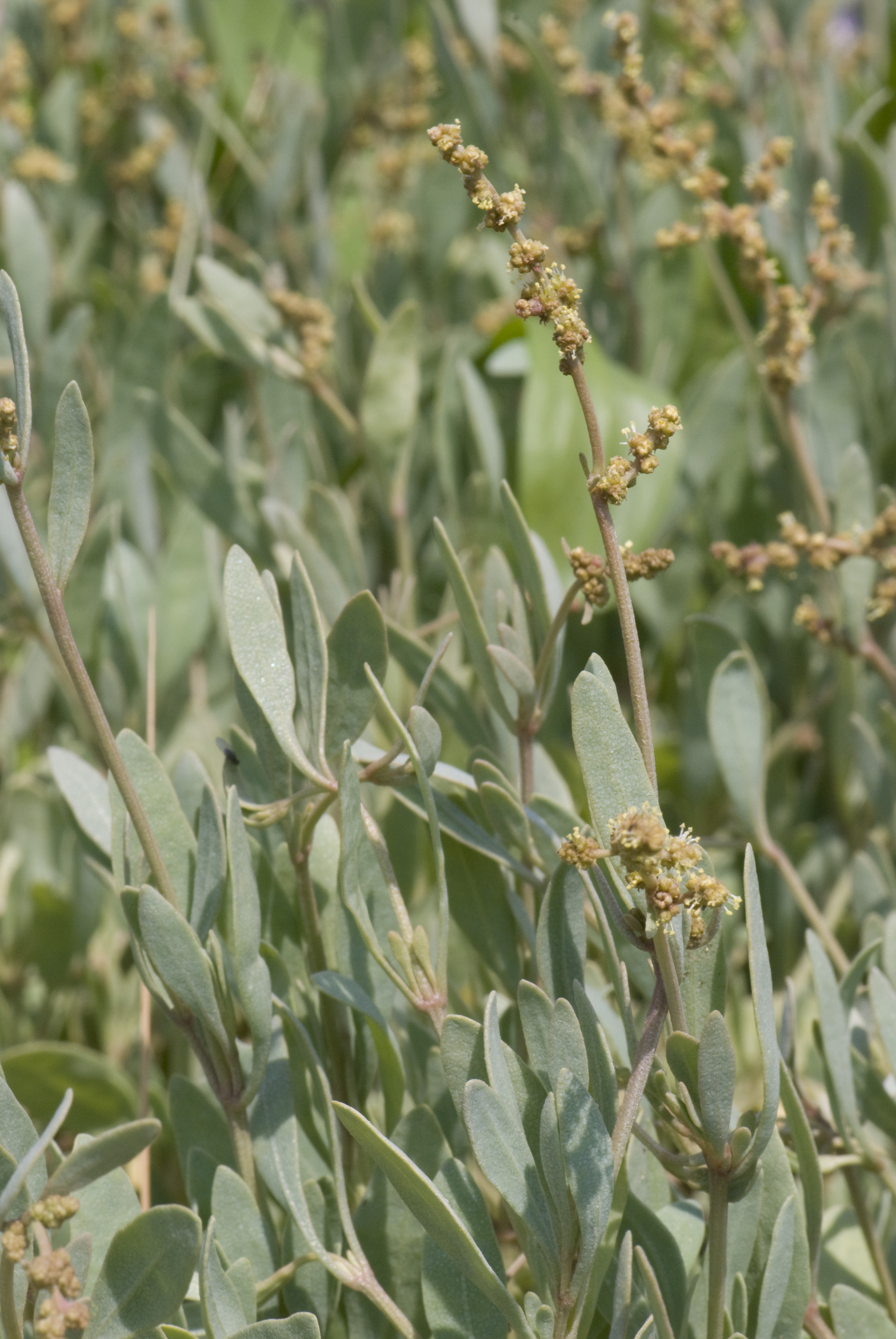
Laubblätter und Blütenstände mit Blüten

Die Portulak-Keilmelde (Halimione portulacoides), auch Strand-Salzmelde genannt, ist eine Pflanzenart aus der Familie der Fuchsschwanzgewächse (Amaranthaceae). Sie ist ein Element der Salzpflanzenfluren. Der deutsche Trivialname nimmt darauf Bezug, dass der Geschmack ihrer Blätter an die Gemüsepflanze Portulak erinnert.

## Beschreibung

### Merkmale
Die Portulak-Keilmelde ist eine immergrüne, ausdauernde Pflanze, die Wuchshöhen zwischen 15 und 80 Zentimetern erreicht. Die grauen und am Grunde verholzenden Sprossachsen wachsen niederliegend oder aufsteigend. Die Laubblätter sind gegenständig an der Sprossachse angeordnet, die unteren büschelig gehäuft. Die grau-grünen, einfachen Blattspreiten sind bei einer Länge von bis zu 7 Zentimeter im Umriss verkehrt-eiförmig bis elliptisch-lanzettlich und ganzrandig. An der Blattoberfläche befinden sich sehr kleine, aus lediglich zwei Zellen bestehende Härchen. Sie dienen dazu, den Salzgehalt der Pflanze zu regulieren. Nachdem überschüssiges Salz in den Härchen eingelagert wurde, brechen die Härchen entweder ab oder bersten auf.

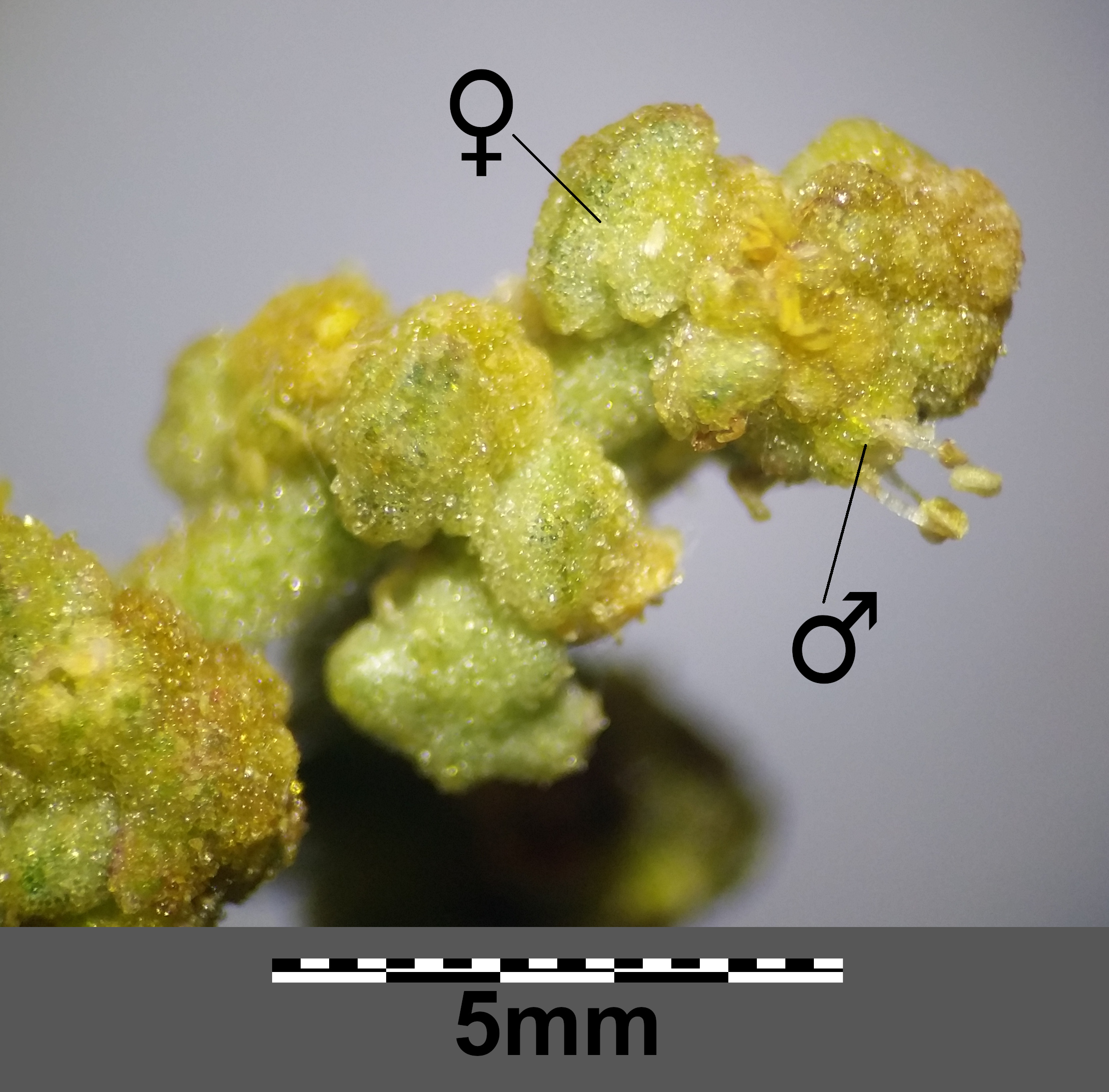
Blüten

### Blütenstand und Blüte
Die Blütezeit reicht von Juli bis September. Die unauffälligen grünlich-gelben Blüten sitzen in ährigen Blütenständen. Sie sind einhäusig getrenntgeschlechtig (monözisch). Die männlichen Blüten besitzen keine Vorblätter, sie enthalten vier bis fünf Blütenhüllblätter (Tepalen) und vier bis fünf Staubblätter. Die weiblichen Blüten sind umhüllt von zwei großen, bis oben verbundenen, dreilappigen Vorblättern, deren Lappen fast gleich groß sind. Blütenhüllblätter fehlen den weiblichen Blüten, sie enthalten nur einen Fruchtknoten.

### Frucht und Same
Die Früchte sind ungestielt. Charakteristisch für die Gattung der Keilmelden (Halimione) ist, dass die Fruchtwand dicht an den Vorblättern haftet. Der Same steht aufrecht, seine Wurzel zeigt in der Frucht nach oben. Die Samenschale ist dünn und häutig.

### Chromosomenzahl
Die Chromosomenzahl beträgt 2n = 36.

### Photosyntheseweg
Die Portulak-Salzmelde ist eine C3-Pflanze.

## Ökologie

### Salzpflanze
Die Portulak-Keilmelde ist ein Halophyt. Sie pumpt das über die Wurzeln aufgenommene Salz in sogenannte Blasen- oder Absalzhaare. Dies sind Haare (Trichome) auf der Blattoberfläche, in die aktiv Salzionen transportiert werden. Die Haare sterben ab und das Salz wird so aus der Pflanze entfernt. Die Blasenhaare bedecken als silbrig glänzende Schicht die Blätter und den Stängel.
Je mehr Natriumchlorid der Boden enthält, umso mehr Natrium-Ionen reichert die Pflanze in sich an. Bis zu mittleren Salzkonzentrationen fördert Salz das Wachstum. Bei höheren Konzentrationen geht die Photosyntheserate zurück, dies wird hauptsächlich durch einen eingeschränkten Gasaustausch bewirkt.

### Schwermetalltoleranz
Wie andere Pflanzenarten der Salzmarschen kann auch die Portulak-Keilmelde Schwermetalle im Boden tolerieren. In Böden, die mit Zink, Blei, Kobalt, Cadmium, Nickel oder Kupfer belastet sind, reichern die Wurzeln deutlich mehr Metalle an als die Stängel und Blätter. Außerdem werden die Metalle vorwiegend in den Zellwänden festgesetzt und somit von den Orten des Zellstoffwechsels ferngehalten. So verhindert die Pflanze eine Vergiftung durch die schädlichen Metallionen. Daher könnte sich die Portulak-Keilmelde auch zur Phytosanierung verunreinigter Böden eignen.

### Nahrung für Insekten und Pilze
Die Portulak-Keilmelde ist Nahrungspflanze für die Larven des Rüsselkäfers Baris scolopacea. Henestaris halophilus aus der Wanzenfamilie der Geocoridae und die Nymphen der Meldenwanze Parapiesma quadratum saugen den Saft der Pflanze. Auch die Weichwanze Orthotylus moncreaffi frisst an dieser Art.
An den Wurzeln lebt der Schlauchpilz Byssothecium circinans. Gelegentlich wird die lebende Pflanze von dem Falschen Mehltaupilz Peronospora farinosa befallen. Auf abgestorbenen Pflanzenteilen der Portulak-Keilmelde wachsen die saprobiontischen Pilze Ascochyta obiones, Camarosporium roumeguerei Coniothyrium obiones und Phomopsis piceae forma obiones.

## Vorkommen und Gefährdung
Die Portulak-Keilmelde ist an den Meeresküsten des westlichen und südlichen Europa sowie den Mittelmeerküsten Nordafrikas bis nach Westasien verbreitet. Außerdem soll sie auch in Namibia und Südafrika vorkommen.
In Deutschland gedeiht die Portulak-Salzmelde vor allem an der Nordseeküste. Während sie in Niedersachsen und Bremen nicht als gefährdet gilt, wird sie in Schleswig-Holstein als stark gefährdet eingestuft (Rote Liste gefährdeter Arten 2).
Die Portulak-Keilmelde wächst an den Küsten in Salzwiesen auf sandigen Salztonböden. Häufig dominiert sie dort die Vegetation. Sie braucht volle Besonnung und stickstoffreichen, feuchten Boden. Sie gilt als Kennart der Pflanzengesellschaft (Assoziation) der Salzmeldenrasen (Halimionetum portulacoidis Kuhnh.-Lord. 1927).

## Systematik
Die Erstveröffentlichung dieser Art erfolgte 1753 durch Carl von Linné unter dem Namen Atriplex portulacoides in Species Plantarum 2, S. 1053. Paul Aellen trennte diese Art 1938 als Halimione portulacoides (L.) Aellen von Atriplex ab und stellte dabei gleichzeitig die Gattung Halimione auf (in: Verhandlungen der Naturforschenden Gesellschaft in Basel, Band 49, S. 126). In den folgenden Jahren wurde diese Art häufig wieder zur Gattung Atriplex gestellt.
Phylogenetische Untersuchungen von Kadereit et al. 2010 ergaben, dass Halimione nicht in die Gattung Atriplex gehört, sondern als eine eigene Gattung Bestand hat.
Synonyme für Halimione portulacoides (L.) Aellen sind: Atriplex portulacoides L., Chenopodium portulacoides (L.) Thunb., Halimus portulacoides (L.) Dumort. und Obione portulacoides (L.) Moq., und möglicherweise auch Halimus australis T.Nees sowie Halimus borealis T.Nees.
Halimione portulacoides gehört zur Tribus Atripliceae in der Unterfamilie Chenopodioideae innerhalb der Familie der Fuchsschwanzgewächse (Amaranthaceae). In dieser Familie sind inzwischen die Gänsefußgewächse (Chenopodiaceae) enthalten.

## Nutzung
Die Blätter der Portulak-Keilmelde sind essbar und können nach sorgfältigem Waschen roh als Salat oder gekocht als Gemüse verzehrt werden. Sie werden als knackig und fleischig mit salzigem Geschmack beschrieben.